# Saint-Félix-de-Foncaude
Saint-Félix-de-Foncaude – miejscowość i gmina we Francji, w regionie Nowa Akwitania, w departamencie Żyronda.
Według danych na rok 1990 gminę zamieszkiwały 244 osoby, a gęstość zaludnienia wynosiła 24 osób/km² (wśród 2290 gmin Akwitanii Saint-Félix-de-Foncaude plasuje się na 934. miejscu pod względem liczby ludności, natomiast pod względem powierzchni na miejscu 1051.).